# Gnome Videos
Gnome Videos (früher Totem, Eigenschreibweise GNOME Videos) ist ein freier Mediaplayer-Software für Linux. Gnome Videos ist in der Desktop-Umgebung Gnome der offizielle Standard-Mediaplayer. Gnome Videos nutzt die Programmbibliothek GTK und steht unter der GPL. Gnome Videos kann wahlweise die Bibliotheken Xine oder GStreamer zur Wiedergabe verwenden.

## Gnome-Integration
Zum Paket gehört ein Plugin für Mozilla Firefox, das für die Medienwiedergabe von Audio- und Videotrailern zuständig ist. Unter Gnome sorgt der Totem-Video-Thumbnailer für die Vorschau von Videodateien im Dateibrowser Nautilus. Ein weiteres Plugin sorgt für die Darstellung einer Nautilus-Eigenschaftsseite, die genaue Auskunft über die ausgewählte Mediendatei gibt. Die dazugehörigen Dateitypen werden registriert, um per Doppelklick Totem zu starten.
Durch die Nutzung des Gnome Virtual File System erlaubt Gnome Videos das Abspielen von allen unterschiedlichen Medien, die durch das Dateisystem von Gnome unterstützt werden, inklusive verschlüsselter SSH-Freigaben und Windows-Freigaben.

## Funktionen
- Wiedergabe von jeder Datei, die von Xine oder GStreamer unterstützt wird
- LIRC-Unterstützung
- SHOUTcast-, SMIL-, Real-Playlist-Unterstützung
- TV-Ausgabe mit optionalem Wechsel der Auflösung
- Fernbedienbar durch die Kommandozeile
- Volle Tastaturnavigation
- Fertigt Bildschirmfotos an
- Automatisches Laden von Untertiteln